# Фридман, Михаил Исидорович
Михаил Исидорович Фридман (10 [22] августа 1875, Томск — 21 июля 1921, Москва) — российский экономист и государственный деятель, специалист в области науки о финансах, представитель социологического направления.

## Образование
Родился в Томске 10 (22) августа 1875 года. Учился в Томской мужской гимназии, но в седьмом классе исключён из неё за участие в кружке самообразования. Зарабатывал на жизнь частными уроками и корректорской деятельностью в газетах «Сибирский вестник» (где также занимался и публицистикой) и «Восточное обозрение». Сдав экзамен на аттестат зрелости, поступил на юридический факультет Санкт-Петербургского университета, затем учился на юридическом факультете Московского университета, слушал лекции академика И. И. Янжула, профессоров А. И. Чупрова, А. А. Мануйлова, а также И. X. Озерова, который считал Фридмана своим учеником.
После окончания университета с дипломом первой степени в 1901 году по решению юридического факультета был оставлен для подготовки к профессорскому званию, однако это постановление не было утверждено попечителем Московского учебного округа.
Одновременно с учёбой продолжал заниматься журналистикой, в 1900 году был членом редакции газеты «Курьер».

## Учёный-экономист
Первые научные работы М. И. Фридмана были посвящены вопросам страхования рабочих, также он участвовал в подготовке четвёртого издания учебника финансового права И. И. Янжула (обновил его текст, включив значительные дополнения в области финансового законодательства и новые статистические данные). В марте 1903 года был командирован Санкт-Петербургским политехническим институтом в Германию для подготовки диссертации о германском косвенном налоговом обложении. После возвращения, с 22 сентября 1904 — преподаватель финансового права Санкт-Петербургского политехнического института. Его курс лекций был издан литографическим способом.
В 1905 году опубликовал первую значительную научную работу — «Наша финансовая система. Опыт характеристики». Выступил в качестве сторонника социологического направления в финансовой науке, представители которого заявили об отказе от следования принципам немецкой исторической школы и использовали некоторые аспекты марксистской теории (в частности, социологическую теорию классовой борьбы для объяснения процессов, происходивших в финансовой сфере). Придерживался либеральных политических взглядов, состоял в Конституционно-демократическая партия и являлся одним из главных её экспертов по вопросам экономики. Публиковался в журнале «Полярная звезда» (издававшемся П. Б. Струве), в кадетской газете «Речь», а с 1908 — в «Русских ведомостях», в которых, начиная с 1909, в каждом номере от 1 января публиковал большие аналитические статьи о ситуации в российских финансах.
С 1908 года — магистр финансового права (тема диссертации «Современные косвенные налоги на предметы потребления») и экстраординарный профессор по кафедре науки о финансах Санкт-Петербургского политехнического института. Одновременно, преподавал в Московском коммерческом институте.
Источник: https://www.rea.ru/ru/org/managements/biblcentr/Pages/author-Friedman-MI.aspx © ФГБОУ ВО «РЭУ им. Г.В. Плеханова» В 1912—1917 гг., одновременно, был секретарём экономического отделения Санкт-Петербургского политехнического института. В 1914—1916 гг. опубликовал двухтомный труд о винной монополии, в котором был подробно проанализирован опыт как западных стран (Германии, Франции, Бельгии, Швеции), так и России.
С 1916 года — доктор финансового права (за работу «Винная монополия») и ординарный профессор по кафедре науки о финансах Петроградского политехнического института.

## Государственная деятельность
После Февральской революции, 13 марта 1917 года был назначен начальником Главного управления неокладных сборов и казённой продажи питей с оставлением в должности профессора политехнического института, а с 27 июля также занимал пост товарища министра финансов во Временном правительстве. При его непосредственном участии в августе 1917 были разработаны и утверждены «Правила о порядке и условиях производства и продажи крепких напитков для технических, врачебных, фармацевтических, химических и тому подобных надобностей, не связанных с питейным потреблением».
За отказ признать власть Совета народных комиссаров 11 ноября 1917 был уволен из министерства без права на пенсию.

## Последние годы жизни
В 1918 году читал курс науки о финансах в Петроградском политехническом институте. В 1919 году опубликовал работу «Государственное хозяйство и денежное обращение в России», в которой проанализировал экономическую и финансовую политику России с предвоенного периода до деятельности большевистского правительства. В этой работе писал, что «работоспособность русского человека, его энергия, инициатива и возможности достижения страшно упали за время войны, в особенности в период революции. Коммунистическое хозяйство, по-видимому, в корне подрезает любовь к труду, и охоте работать и необходимость работать для того, чтобы существовать». Считал необходимым подъём производительных сил страны, хотя полагал, что «при нынешних методах хозяйства, когда никто не заинтересован лично, кровно в результатах работы — добиться благоприятных результатов, по-видимому, невозможно».
Скончался 21 июля 1921 года от базедовой болезни.